# يو إف سي ليلة القتال: فلوريان ضد لوزون
يو إف سي ليلة القتال: فلوريان ضد لوزون (بالإنجليزية: UFC Fight Night: Florian vs. Lauzon)‏ هو حدث لفنون القتال المختلطة نظمته يو إف سي، أُقيم في 2 أبريل 2008، على مركز البنك الأول في بورمفيلد، كولورادو، الولايات المتحدة.